# روبرت إتش بيري
روبرت إتش بيري (بالإنجليزية: Robert H. Perry)‏ هو مهندس أمريكي، ولد في 1924، وتوفي في 1978 بسبب حادث مرور.